# Edwards Pillar
Edwards Pillar är en bergstopp i Antarktis. Den ligger i Östantarktis. Australien gör anspråk på området. Toppen på Edwards Pillar är 502 meter över havet.
Terrängen runt Edwards Pillar är varierad, och sluttar brant österut. Trakten är obefolkad. Det finns inga samhällen i närheten.